# Hemitriccus obsoletus
El titirijí pechipardo (Hemitriccus obsoletus), también conocido como mosqueta de pecho castaño o mosqueta ojo grande (en Argentina), es una especie de ave paseriforme de la familia Tyrannidae perteneciente al numeroso género Hemitriccus. Es nativa de la Mata Atlántica del centro este de América del Sur.

## Distribución y hábitat

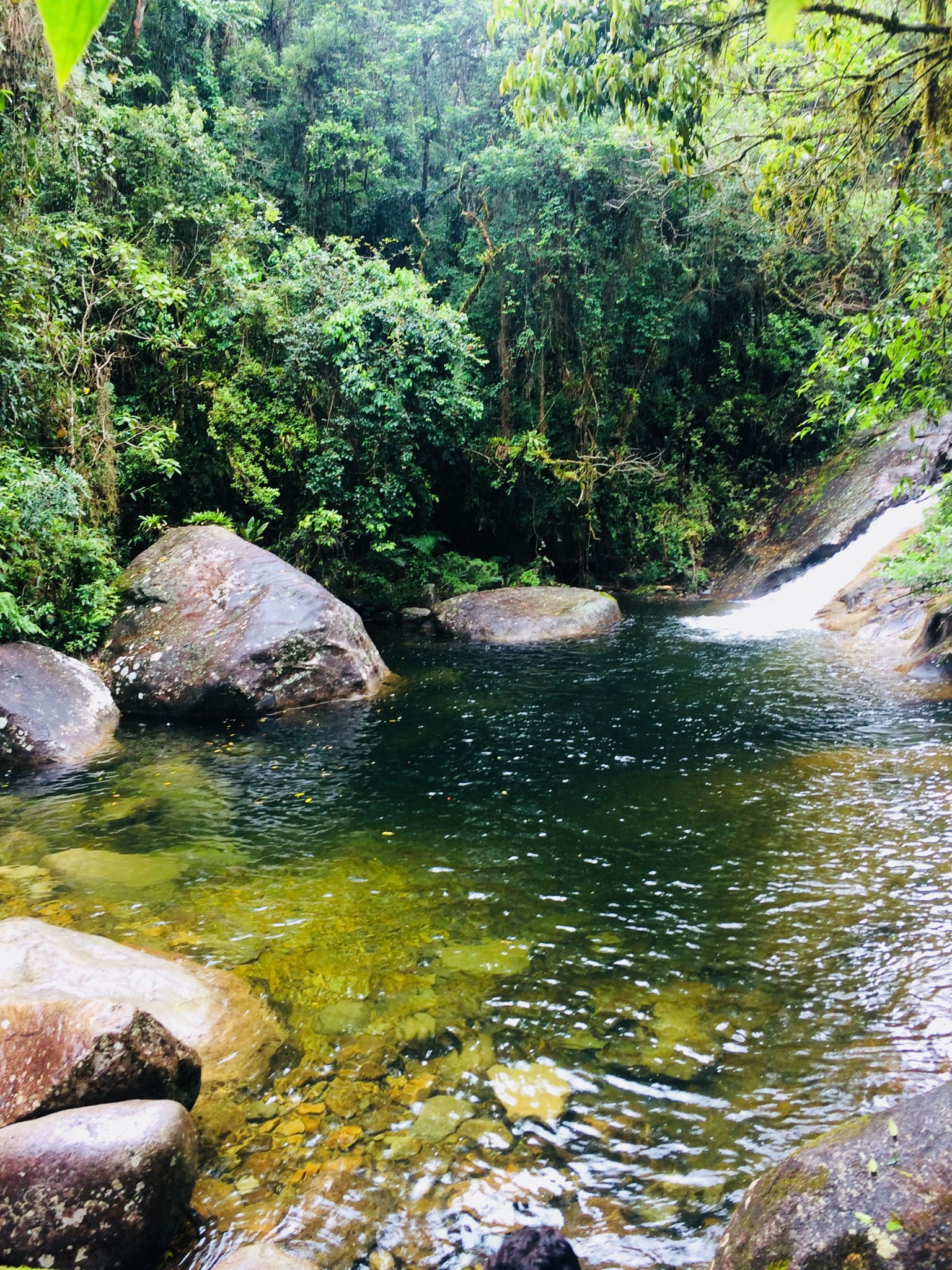
Vegetación de Mata Atlántica, en el Parque nacional de Itatiaia, Río de Janeiro, Brasil, ejemplo de hábitat de la especie.

Se distribuye por el sureste y sur de Brasil, desde el oeste de Río de Janeiro y este de São Paulo, hasta el norte de Rio Grande do Sul y extremo noreste de Argentina (Misiones).
Esta especie es considerada poco común en su hábitat natural: el sotobosque de selvas húmedas de la Mata Atlántica, donde prefiere los bambuzales, entre 500 y 2300 m de altitud, hacia el norte solamente a mayores altitudes.

## Sistemática

### Descripción original
La especie H. obsoletus fue descrita por primera vez por el naturalista brasileño Alípio de Miranda Ribeiro en 1906 bajo el nombre científico Musciphaga obsoleta; su localidad tipo es: «Retiro dos Ramos, Caminho do Couto, Itatiaia, Rio de Janeiro, Brasil».

### Etimología
El nombre genérico masculino «Hemitriccus» se compone de las palabras del griego « ἡμι hēmi» que significa ‘pequeño’, y « τρικκος trikkos»: pequeño pájaro no identificado; en ornitología, «triccus» significa «atrapamoscas tirano»; y el nombre de la especie «obsoletus» proviene del latín y significa  ‘liso’, ‘ordinario’.

### Taxonomía
Anteriormente fue considerada conespecífica con Hemitriccus diops y Hemitriccus flammulatus. La subespecie zimmeri inicialmente se denominaba naemburgae, pero el nombre estaba preocupado. Esta subespecie podría merecer el rango de especie separada.

## Subespecies
Según las clasificaciones del Congreso Ornitológico Internacional (IOC)  y Clements Checklist/eBird v.2021 se reconocen dos subespecies, con su correspondiente distribución geográfica:
- Hemitriccus obsoletus obsoletus (Miranda Ribeiro, 1906) – sureste de Brasil, en el oeste de Río de Janeiro (Serra do Itatiaia) y este de São Paulo (Serra da Bocaina y Serra Bananal).
- Hemitriccus obsoletus zimmeri Traylor, 1979 – sureste y sur de Brasil (desde el sureste de São Paulo al sur hasta el norte de Rio Grande do Sul) y extremo noreste de Argentina (Misiones).